# 和歌山県民歌
「和歌山県民歌」（わかやまけんみんか）は和歌山県が制定した県民歌である。混声四部合唱。作詞・西川好次郎、作曲・山田耕筰。

## 解説
1948年（昭和23年）、ある篤志家が和歌山フィルハーモニック・ソサエティー委員長の竹中重雄に「県の再建につながり、後世に残るものを何か考えてほしい」と提案した。竹中はこの提案に対して県民歌の制定を思い立ち、作詞部門に佐藤春夫、作曲部門に山田をそれぞれ選者に迎えて一般公募を実施した。作詞者の西川好次郎は詩人で後の1976年（昭和51年）には和歌山県文化功労賞を受賞しており、応募作の入選に際して「南国紀州を愛する熱情を傾けて作詞した。まことに胸底から沸き上がる平和へ、勤労へ、希望へ真心に燃えての作です」とコメントした。また選者の佐藤は「情緒豊かに明朗で県民性がよく現れている」との選評を残している。曲は該当作がなく、選者の山田が自ら作曲した。翌1949年（昭和24年）に製造されたSPレコードの歌唱（創唱）者は藤山一郎で、1970年（昭和45年）には立川澄人が歌唱するカバーが翌1971年（昭和46年）開催の黒潮国体に合わせて発表された。旋律は2015年（平成27年）12月31日に著作権の保護期間を満了している。
制定された後も県の行事以外に演奏される機会は少なかったが、2000年代に入り県庁で電話の保留音として使うようになったほか、1979年（昭和54年）に大阪フィルハーモニー交響楽団の演奏で録音されたレコードを原盤とするCDを県内の学校に配布するなどの普及活動が行われている。またテレビ和歌山では、放送開始・終了告知のBGMとして1番を県内の風景映像とともに流している。

## 歌碑
1985年（昭和60年）に作詞者の西川が生涯を過ごした美山村の住民747世帯が集めた270万円の浄財を充て、村役場（のち日高川町役場美山支所）近くに西川の顕彰碑が設置された。この顕彰碑と並べる形で3基の歌碑が設置されているが、そのうちの1基は「和歌山県民歌」全3番のものとなっている。